# 利季娅·戈洛瓦乔娃
利季娅·伊万诺夫娜·戈洛瓦乔娃（俄語：Лидия Ивановна Головачёва，1937年10月25日—2011年6月15日），苏联及俄罗斯汉学家，知名于对中国古代哲学的研究。

## 生平
1937年10月25日作为双胞胎姐妹的姐姐诞生在苏联的坦波夫市。1946年随家人迁至塞瓦斯托波尔。1960年毕业于列宁格勒建筑工程学院，与中国留学生结婚，移至北京居住，期间在清华大学教授俄语。文化大革命开始后，她遭到了迫害，并于1969年回国，在塞瓦斯托波尔与父母居住。1970年开始在列宁格勒国立大学接受函授教育，1972年转入东方学系全日制班。1975年毕业后转入位于符拉迪沃斯托克的俄罗斯科学院远东分院历史考古与民族研究所工作。1981年以论文《中国文化大革命时期干部的思想心理改造机制》获得副博士学位。1983年开始研究中国古代哲学，同时在远东国立大学东方系执教。1992年出版《论语》俄文全译本。1994年和1999年在中国安徽大学、南昌大学和北京大学等地担任客座教授。他的儿子瓦连京·戈洛瓦乔夫（刘宇卫）也是汉学家。

## 论文
- 戈洛瓦乔娃. . 纪念孔子诞生2555周年国际学术研讨会. 2004年.